# Ohikkoshi
Ohikkoshi (おひっこし?) es una antología de mangas de comedias románticas hecha por Hiroaki Samura, sus trabajos fueron publicados en inglés por Dark Horse Comics. Recoge la serie de cinco partes de "Ohikkoshi" junto con el one-shots "Luncheon of Tears Diary (Vagabound Shōjo Manga-Ka)" y "Kyoto Super Barhopping Journal (Bloodbath at Midorogaike)".
La historia de la mudanza transcurre durante el último año de carrera universitaria de un grupo de amigos, en el tiempo muerto entre que han buscado un trabajo y se incorporan a este al poco de graduarse. Es una época de fiesta continua, y por ello muchas de las escenas transcurren en locales de diversión o reunidos a una mesa y soplando borras. Hay muchas hormonas sueltas. El dibujo está muy cuidado, a plumilla, y con mucho uso de la perspectiva en picados audaces.